# Neocyclokara
Neocyclokara är ett släkte av insekter. Neocyclokara ingår i familjen Derbidae.
Kladogram enligt Catalogue of Life:
| Neocyclokara | \| \| Neocyclokara flava \| \| \| \| \| \| Neocyclokara flaveola \| \| \| \| |
|              | \| \| Neocyclokara flava \| \| \| \| \| \| Neocyclokara flaveola \| \| \| \| |
|              | Neocyclokara flava                                                           |
|              |                                                                              |
|              | Neocyclokara flaveola                                                        |
|              |                                                                              |